# Ismael Fernandes
Ismael Fernandes (San Paolo del Brasile, 19 giugno 1945 – San Paolo del Brasile, 18 aprile 1997) è stato uno sceneggiatore, autore televisivo e giornalista brasiliano.

## Biografia
Conseguì due lauree, la prima in Giornalismo presso l'Università Metodista di San Paolo, l'altra in Storia all'Universidade de São Paulo. Diventò quindi giornalista e reporter. Nel 1982 pubblicò Memória da Telenovela Brasileira, un volume divenuto vero e proprio testo di riferimento per gli appassionati delle telenovelas brasiliane, sistematicamente catalogate con riferimenti puntuali e precisi. Durante le ultime fasi della compilazione, Fernandes maturò l'ambizione di seguire le orme degli sceneggiatori di questo genere, e fu così che già due anni dopo vide la luce una delle più fortunate produzioni televisive di SBT, Figli miei, vita mia, da lui ideata insieme a Henrique Lobo e Crayton Sarzy. Curò anche la sceneggiatura di altre due telenovelas, ma in seguito ebbero inizio i suoi gravi problemi cardiaci, che lo costrinsero a interrompere ogni attività, portandolo infine a una morte prematura nel 1997.

## Vita privata
Ebbe due figli: un maschio, Gabriel, regista teatrale, e una femmina, Inês.